# Vierschanzentournee 2010/11
Die 59. Vierschanzentournee 2010/11 ist eine als Teil des Skisprung-Weltcups 2010/2011 von der FIS zwischen dem 29. Dezember 2010 und dem 6. Januar 2011 veranstaltete Reihe von Skisprungwettkämpfen. Die Gesamtwertung gewann Thomas Morgenstern, womit zum dritten Mal in Folge nach Wolfgang Loitzl (2008/09) und Andreas Kofler (2009/10) ein österreichischer Skispringer erfolgreich war. Insgesamt war es der zwölfte Tournee-Gesamtsieg für Österreich.
Erstmals wurde während der Tournee ein „Windfaktor“ eingeführt, der es möglich machen soll, Änderungen der Windverhältnisse zwischen einzelnen Springern zu kompensieren.

## Vorfeld

### Weltcup und Favoriten

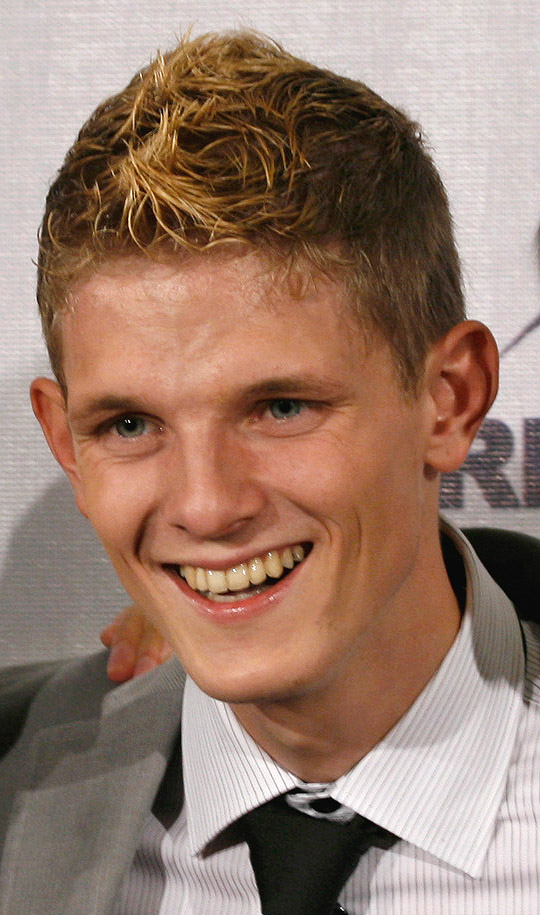
Thomas Morgenstern (2008)

Vor der Vierschanzentournee waren bereits sieben Einzelspringen im Weltcup absolviert worden. Die Saison hatte Ende November 2010 im finnischen Kuusamo begonnen und war von österreichischen Athleten dominiert worden, die auf sechs Einzelsiege kamen. Viermal in Folge war Thomas Morgenstern erfolgreich, zweimal sein Mannschaftskollege und Vorjahressieger Andreas Kofler. Auf einen Sieg kam der Finne Ville Larinto.
| 1. | Thomas Morgenstern | Österreich | 605 Punkte |
| 2. | Andreas Kofler     | Österreich | 480 Punkte |
| 3. | Matti Hautamäki    | Finnland   | 351 Punkte |
| 4. | Ville Larinto      | Finnland   | 339 Punkte |
| 5. | Simon Ammann       | Schweiz    | 311 Punkte |

| 6.  | Adam Małysz         | Polen      | 290 Punkte |
| 7.  | Tom Hilde           | Norwegen   | 200 Punkte |
| 8.  | Johan Remen Evensen | Norwegen   | 199 Punkte |
| 9.  | Daiki Itō           | Japan      | 185 Punkte |
| 10. | Wolfgang Loitzl     | Österreich | 179 Punkte |

## Teilnehmer
| Nation      | Athleten |
| ----------- | --- |
| Deutschland | Pascal Bodmer, Richard Freitag, Severin Freund, Stephan Hocke, Marinus Kraus, Maximilian Mechler, Julian Musiol, Michael Neumayer, Martin Schmitt, Felix Schoft, Michael Uhrmann, Andreas Wank, Daniel Wenig    |
| Österreich  | Thomas Diethart, Manuel Fettner, Michael Hayböck, Mario Innauer, Martin Koch, Andreas Kofler, Wolfgang Loitzl, Thomas Morgenstern, Manuel Poppinger, Gregor Schlierenzauer, Andreas Strolz, Stefan Thurnbichler |
| Bulgarien   | Wladimir Sografski |
| Finnland    | Janne Ahonen, Matti Hautamäki, Kalle Keituri, Anssi Koivuranta, Ville Larinto, Olli Muotka, Juha-Matti Ruuskanen                                                                                                |
| Frankreich  | Emmanuel Chedal, Vincent Descombes Sevoie |
| Italien     | Sebastian Colloredo, Diego Dellasega, Andrea Morassi |
| Japan       | Daiki Itō, Noriaki Kasai, Taku Takeuchi, Shōhei Tochimoto, Yūta Watase, Kazuya Yoshioka |
| Kasachstan  | Nikolai Karpenko, Alexei Koroljow, Jewgeni Ljowkin, Radik Schaparow |
| Norwegen    | Anders Bardal, Johan Remen Evensen, Tom Hilde, Anders Jacobsen, Bjørn Einar Romøren, Rune Velta |
| Polen       | Marcin Bachleda, Stefan Hula, Dawid Kubacki, Adam Małysz, Krzysztof Miętus, Rafał Śliż, Kamil Stoch |
| Russland    | Pawel Karelin, Denis Kornilow, Roman Trofimow, Dmitri Wassiljew |
| Schweiz     | Simon Ammann, Marco Grigoli |
| Slowenien   | Robert Kranjec, Primož Pikl, Peter Prevc, Jurij Tepeš |
| Südkorea    | Choi Heung-chul, Kim Hyun-ki |
| Tschechien  | Lukas Hlava, Jakub Janda, Roman Koudelka, Jan Matura, Borek Sedlák |
| Ukraine     | Wolodymyr Boschtschuk, Oleksandr Lasarowytsch |

## Austragungsorte

### Oberstdorf
HS137 Schattenbergschanze
Das Springen in Oberstdorf fand am 29. Dezember 2010 statt und ging als erstes Springen einer Vierschanzentournee seit Einführung der neuen Windregelung in die Geschichte ein.
Nach dem 1. Durchgang führte Thomas Morgenstern vor drei weiteren Österreichern. Er konnte seinen ersten Platz mit Tagesbestweite im 2. Durchgang verteidigen.
Am 2. Durchgang nahmen 31 statt der gewöhnlichen 30 Springer teil, da Jakub Janda und Janne Ahonen nach dem 1. Durchgang punktgleich auf dem 5. Rang der Lucky-Loser-Wertung lagen.
| Rang | Name               | Punkte | Weite 1 | Weite 2 |
| ---- | ------------------ | ------ | ------- | ------- |
| 01   | Thomas Morgenstern | 289,6  | 131,5 m | 138,0 m |
| 02   | Matti Hautamäki    | 273,1  | 125,0 m | 137,5 m |
| 03   | Manuel Fettner     | 264,0  | 130,0 m | 131,5 m |
| 04   | Simon Ammann       | 259,6  | 123,0 m | 134,5 m |
| 05   | Andreas Kofler     | 259,0  | 128,5 m | 126,0 m |
| 06   | Severin Freund     | 258,7  | 127,0 m | 130,5 m |
| 07   | Martin Koch        | 254,1  | 124,0 m | 132,5 m |
| 08   | Michael Neumayer   | 254,0  | 127,0 m | 128,5 m |
| 09   | Wolfgang Loitzl    | 248,8  | 127,5 m | 124,5 m |
| 10   | Tom Hilde          | 246,6  | 120,5 m | 128,5 m |
| 11   | Adam Małysz        | 243,3  | 115,0 m | 131,5 m |
| 12   | Peter Prevc        | 234,3  | 126,5 m | 118,0 m |
| 13   | Richard Freitag    | 232,5  | 119,5 m | 122,0 m |
| 14   | Robert Kranjec     | 231,1  | 122,0 m | 120,5 m |
| 15   | Daiki Itō          | 230,8  | 123,5 m | 120,5 m |

| Rang | Name                | Punkte | Weite 1 | Weite 2 |
| ---- | ------------------- | ------ | ------- | ------- |
| 16   | Wladimir Sografski  | 229,1  | 122,0 m | 121,0 m |
| 17   | Emmanuel Chedal     | 227,4  | 123,5 m | 119,0 m |
| 18   | Martin Schmitt      | 226,9  | 111,5 m | 127,5 m |
| 19   | Michael Uhrmann     | 226,6  | 119,0 m | 120,5 m |
| 20   | Anders Bardal       | 226,5  | 119,0 m | 124,0 m |
| 21   | Felix Schoft        | 225,7  | 113,0 m | 125,5 m |
| 22   | Noriaki Kasai       | 224,2  | 114,0 m | 123,0 m |
| 23   | Anders Jacobsen     | 223,3  | 115,5 m | 122,5 m |
| 24   | Stephan Hocke       | 222,7  | 111,5 m | 126,5 m |
| 25   | Kamil Stoch         | 222,4  | 118,0 m | 122,5 m |
| 26   | Anssi Koivuranta    | 220,2  | 117,5 m | 120,5 m |
| 27   | Bjørn Einar Romøren | 219,0  | 120,5 m | 118,0 m |
| 28   | Shōhei Tochimoto    | 218,7  | 119,5 m | 117,5 m |
| 29   | Maximilian Mechler  | 215,7  | 121,5 m | 115,5 m |
| 30   | Jakub Janda         | 209,8  | 119,0 m | 115,0 m |
| 31   | Janne Ahonen        | 201,7  | 119,5 m | 110,5 m |

### Garmisch-Partenkirchen
HS140 Große Olympiaschanze
Das Springen in Garmisch-Partenkirchen fand am 1. Januar 2011 statt.
Der erste Durchgang war von starkem Wind geprägt; vor den letzten 20 Springern wurde eine fast halbstündige Pause eingelegt. Es siegte Simon Ammann; Thomas Morgenstern landete auf dem 14. Platz. Neben Ammann gelang keinem seiner Mitfavoriten ein Sprung über 125 m, abgesehen von Adam Małysz, der sich im Zwischenklassement stark verbessern konnte. Außerdem stürzte der Finne Ville Larinto bei 140,5 m.
Der zweite Durchgang wurde wegen des starken Windes nicht mehr durchgeführt und das Ergebnis des ersten Durchgangs gewertet.
| Rang | Name                | Punkte | Weite 1 | Weite 2 |
| ---- | ------------------- | ------ | ------- | ------- |
| 01   | Simon Ammann        | 142,1  | 131,0 m | –       |
| 02   | Pawel Karelin       | 138,3  | 132,5 m | –       |
| 03   | Adam Małysz         | 138,0  | 132,0 m | –       |
| 04   | Anders Jacobsen     | 134,7  | 127,5 m | –       |
| 05   | Janne Ahonen        | 133,2  | 134,0 m | –       |
| 06   | Anssi Koivuranta    | 133,0  | 134,0 m | –       |
| 07   | Martin Schmitt      | 131,9  | 134,5 m | –       |
| 08   | Kamil Stoch         | 127,3  | 131,5 m | –       |
| 09   | Bjørn Einar Romøren | 127,0  | 129,5 m | –       |
| 10   | Martin Koch         | 126,1  | 123,0 m | –       |
| 11   | Emmanuel Chedal     | 126,0  | 131,5 m | –       |
| 11   | Robert Kranjec      | 126,0  | 130,0 m | –       |
| 13   | Stephan Hocke       | 125,8  | 130,0 m | –       |
| 14   | Thomas Morgenstern  | 125,6  | 124,0 m | –       |
| 15   | Michael Uhrmann     | 124,2  | 122,0 m | –       |

| Rang | Name                | Punkte | Weite 1  | Weite 2 |
| ---- | ------------------- | ------ | -------- | ------- |
| 16   | Pascal Bodmer       | 124,0  | 125,0 m  | –       |
| 17   | Roman Koudelka      | 123,8  | 129,5 m  | –       |
| 18   | Michael Neumayer    | 123,4  | 123,0 m  | –       |
| 19   | Wladimir Sografski  | 122,5  | 130,0 m  | –       |
| 20   | Stefan Thurnbichler | 120,9  | 127,5 m  | –       |
| 21   | Noriaki Kasai       | 120,8  | 127,0 m  | –       |
| 22   | Daiki Itō           | 120,7  | 127,0 m  | –       |
| 23   | Andreas Wank        | 120,3  | 125,5 m  | –       |
| 24   | Wolfgang Loitzl     | 120,2  | 124,0 m  | –       |
| 25   | Anders Bardal       | 119,0  | 126,5 m  | –       |
| 26   | Richard Freitag     | 118,7  | 125,5 m  | –       |
| 27   | Peter Prevc         | 117,7  | 125,5 m  | –       |
| 28   | Ville Larinto       | 115,1  | 140,5 m* | –       |
| 29   | Manuel Fettner      | 111,1  | 113,0 m  | –       |
| 30   | Roman Trofimow      | 095,3  | 110,5 m  | –       |

#### Tournee-Zwischenstand
Unter Berücksichtigung der Ergebnisse von Oberstdorf und Garmisch-Partenkirchen ergab sich folgender Zwischenstand in der Tournee-Gesamtwertung (angeführt sind die zehn besten Starter):
| Rang | Name               | Punkte |
| ---- | ------------------ | ------ |
| 01   | Thomas Morgenstern | 415,2  |
| 02   | Simon Ammann       | 401,7  |
| 03   | Matti Hautamäki    | 388,7  |
| 04   | Adam Małysz        | 381,3  |
| 05   | Martin Koch        | 380,2  |

| Rang | Name             | Punkte |
| ---- | ---------------- | ------ |
| 06   | Michael Neumayer | 377,4  |
| 07   | Manuel Fettner   | 375,1  |
| 08   | Wolfgang Loitzl  | 369,0  |
| 09   | Severin Freund   | 364,7  |
| 10   | Tom Hilde        | 361,1  |

### Innsbruck
HS130 Bergiselschanze

3. Januar 2011
| Rang | Name                | Punkte | Weite 1 | Weite 2 |
| ---- | ------------------- | ------ | ------- | ------- |
| 01   | Thomas Morgenstern  | 266,5  | 129,5 m | 126,5 m |
| 02   | Adam Małysz         | 257,5  | 128,0 m | 123,0 m |
| 03   | Tom Hilde           | 255,2  | 127,5 m | 122,0 m |
| 04   | Simon Ammann        | 252,7  | 128,0 m | 122,0 m |
| 05   | Matti Hautamäki     | 249,7  | 125,0 m | 123,5 m |
| 06   | Manuel Fettner      | 248,0  | 126,0 m | 120,0 m |
| 07   | Andreas Kofler      | 243,6  | 125,0 m | 119,5 m |
| 08   | Michael Uhrmann     | 242,4  | 121,5 m | 126,5 m |
| 09   | Wolfgang Loitzl     | 241,8  | 123,0 m | 121,5 m |
| 10   | Pascal Bodmer       | 241,0  | 122,5 m | 120,0 m |
| 11   | Peter Prevc         | 239,4  | 120,5 m | 124,5 m |
| 12   | Pawel Karelin       | 236,8  | 129,0 m | 115,0 m |
| 13   | Martin Koch         | 235,9  | 123,5 m | 118,5 m |
| 14   | Bjørn Einar Romøren | 235,0  | 128,5 m | 115,0 m |
| 15   | Anders Jacobsen     | 234,3  | 119,0 m | 122,5 m |

| Rang | Name                  | Punkte | Weite 1 | Weite 2 |
| ---- | --------------------- | ------ | ------- | ------- |
| 16   | Roman Koudelka        | 231,9  | 121,0 m | 118,0 m |
| 17   | Anders Bardal         | 231,7  | 122,0 m | 118,5 m |
| 18   | Gregor Schlierenzauer | 230,7  | 122,5 m | 117,5 m |
| 19   | Richard Freitag       | 230,6  | 123,5 m | 116,5 m |
| 20   | Johan Evensen         | 229,6  | 122,0 m | 121,0 m |
| 21   | Kamil Stoch           | 228,5  | 124,5 m | 116,0 m |
| 22   | Noriaki Kasai         | 223,7  | 118,0 m | 118,5 m |
| 23   | Stephan Hocke         | 222,6  | 119,5 m | 119,0 m |
| 24   | Severin Freund        | 220,7  | 120,5 m | 116,5 m |
| 25   | Jurij Tepeš           | 219,3  | 117,0 m | 116,0 m |
| 26   | Anssi Koivuranta      | 217,7  | 116,5 m | 115,0 m |
| 27   | Lukáš Hlava           | 207,8  | 115,0 m | 113,5 m |
| 28   | Thomas Diethart       | 207,2  | 114,0 m | 113,5 m |
| 29   | Denis Kornilow        | 205,2  | 114,0 m | 112,5 m |
| 30   | Daiki Itō             | 199,5  | 113,0 m | 113,0 m |

#### Tournee-Zwischenstand
Unter Berücksichtigung der Ergebnisse von Oberstdorf, Garmisch-Partenkirchen und Innsbruck ergab sich folgender Zwischenstand in der Tournee-Gesamtwertung (angeführt sind die zehn besten Starter):
| Rang | Name               | Punkte |
| ---- | ------------------ | ------ |
| 01   | Thomas Morgenstern | 681,7  |
| 02   | Simon Ammann       | 654,4  |
| 03   | Adam Małysz        | 638,8  |
| 04   | Matti Hautamäki    | 638,4  |
| 05   | Manuel Fettner     | 623,1  |

| Rang | Name            | Punkte |
| ---- | --------------- | ------ |
| 06   | Tom Hilde       | 616,3  |
| 07   | Martin Koch     | 616,1  |
| 08   | Wolfgang Loitzl | 610,8  |
| 09   | Michael Uhrmann | 593,2  |
| 10   | Anders Jacobsen | 592,3  |

### Bischofshofen
HS140 Paul-Außerleitner-Schanze

6. Januar 2011
| Rang | Name                | Punkte | Weite 1 | Weite 2 |
| ---- | ------------------- | ------ | ------- | ------- |
| 01   | Tom Hilde           | 278,7  | 138,0 m | 132,0 m |
| 02   | Thomas Morgenstern  | 277,1  | 136,0 m | 135,0 m |
| 03   | Andreas Kofler      | 275,3  | 131,5 m | 139,5 m |
| 04   | Simon Ammann        | 274,0  | 133,5 m | 140,0 m |
| 05   | Martin Koch         | 264,5  | 131,5 m | 140,5 m |
| 06   | Manuel Fettner      | 259,3  | 127,5 m | 135,0 m |
| 07   | Johan Remen Evensen | 256,6  | 132,5 m | 132,0 m |
| 08   | Michael Neumayer    | 243,8  | 128,5 m | 127,0 m |
| 09   | Anders Jacobsen     | 238,4  | 126,5 m | 127,0 m |
| 10   | Pascal Bodmer       | 236,4  | 124,5 m | 126,5 m |
| 10   | Adam Małysz         | 236,4  | 124,5 m | 127,5 m |
| 12   | Robert Kranjec      | 234,7  | 122,5 m | 129,5 m |
| 13   | Severin Freund      | 233,3  | 124,5 m | 126,5 m |
| 14   | Bjørn Einar Romøren | 232,8  | 129,0 m | 121,0 m |
| 15   | Kamil Stoch         | 232,2  | 122,0 m | 131,0 m |

| Rang | Name                  | Punkte | Weite 1 | Weite 2 |
| ---- | --------------------- | ------ | ------- | ------- |
| 16   | Michael Uhrmann       | 230,5  | 122,0 m | 130,0 m |
| 17   | Anders Bardal         | 229,4  | 125,5 m | 124,0 m |
| 18   | Peter Prevc           | 226,7  | 123,0 m | 124,0 m |
| 19   | Wolfgang Loitzl       | 223,7  | 119,0 m | 123,5 m |
| 20   | Janne Ahonen          | 223,6  | 121,5 m | 125,5 m |
| 21   | Jurij Tepeš           | 223,5  | 123,0 m | 124,0 m |
| 22   | Matti Hautamäki       | 223,4  | 132,0 m | 116,5 m |
| 23   | Gregor Schlierenzauer | 221,4  | 124,5 m | 120,0 m |
| 24   | Martin Schmitt        | 220,6  | 124,0 m | 119,5 m |
| 25   | Roman Koudelka        | 216,2  | 122,5 m | 121,0 m |
| 26   | Emmanuel Chedal       | 214,5  | 122,5 m | 121,0 m |
| 27   | Stefan Thurnbichler   | 211,9  | 120,5 m | 120,0 m |
| 28   | Richard Freitag       | 203,4  | 117,5 m | 117,0 m |
| 29   | Borek Sedlák          | 198,2  | 117,0 m | 115,0 m |
| 30   | Denis Kornilow        | 186,1  | 115,0 m | 111,0 m |

## Tournee-Endstand
| Rang | Name                | Punkte |
| ---- | ------------------- | ------ |
| 01   | Thomas Morgenstern  | 958,8  |
| 02   | Simon Ammann        | 928,4  |
| 03   | Tom Hilde           | 895,0  |
| 04   | Manuel Fettner      | 882,4  |
| 05   | Martin Koch         | 880,6  |
| 06   | Adam Małysz         | 875,2  |
| 07   | Matti Hautamäki     | 861,8  |
| 08   | Andreas Kofler      | 840,5  |
| 09   | Wolfgang Loitzl     | 834,5  |
| 10   | Anders Jacobsen     | 830,7  |
| 11   | Michael Uhrmann     | 823,7  |
| 12   | Severin Freund      | 818,7  |
| 13   | Peter Prevc         | 818,1  |
| 14   | Bjørn Einar Romøren | 813,8  |
| 15   | Kamil Stoch         | 810,4  |
| 16   | Anders Bardal       | 806,6  |
| 17   | Richard Freitag     | 785,2  |
| 18   | Michael Neumayer    | 713,4  |
| 19   | Johan Remen Evensen | 703,7  |
| 20   | Pascal Bodmer       | 691,1  |
| 21   | Robert Kranjec      | 687,5  |
| 22   | Emmanuel Chedal     | 679,1  |
| 23   | Anssi Koivuranta    | 675,7  |
| 24   | Janne Ahonen        | 668,6  |
| 25   | Stephan Hocke       | 657,5  |
| 26   | Jurij Tepeš         | 651,5  |
| 27   | Denis Kornilow      | 586,4  |
| 28   | Pawel Karelin       | 585,4  |
| 29   | Martin Schmitt      | 579,4  |
| 30   | Roman Koudelka      | 571,9  |
| 31   | Noriaki Kasai       | 568,7  |
| 32   | Daiki Itō           | 551,0  |

| Rang | Name                     | Punkte |
| ---- | ------------------------ | ------ |
| 33   | Jakub Janda              | 530,7  |
| 34   | Borek Sedlák             | 505,5  |
| 35   | Lukáš Hlava              | 495,7  |
| 36   | Gregor Schlierenzauer    | 452,1  |
| 37   | Wladimir Sografski       | 450,6  |
| 38   | Stefan Thurnbichler      | 439,5  |
| 39   | Shōhei Tochimoto         | 428,4  |
| 40   | Michael Hayböck          | 410,7  |
| 41   | Stefan Hula              | 402,5  |
| 42   | Jan Matura               | 395,7  |
| 43   | Dawid Kubacki            | 386,1  |
| 44   | Primož Pikl              | 374,1  |
| 45   | Maximilian Mechler       | 311,2  |
| 46   | Thomas Diethart          | 302,6  |
| 47   | Sebastian Colloredo      | 294,6  |
| 48   | Felix Schoft             | 225,7  |
| 49   | Ville Larinto            | 216,4  |
| 50   | Andreas Wank             | 213,5  |
| 51   | Mario Innauer            | 203,5  |
| 52   | Olli Muotka              | 201,9  |
| 53   | Taku Takeuchi            | 197,0  |
| 54   | Julian Musiol            | 190,7  |
| 55   | Stefan Hayböck           | 176,9  |
| 56   | Rune Velta               | 104,2  |
| 57   | Yūta Watase              | 101,1  |
| 58   | Marco Grigoli            | 99,2   |
| 59   | Roman Trofimow           | 95,3   |
| 60   | Marcin Bachleda          | 93,4   |
| 61   | Manuel Poppinger         | 80,0   |
| 62   | Rafał Śliż               | 77,9   |
| 63   | Kazuya Yoshioka          | 74,9   |
| 64   | Vincent Descombes Sevoie | 73,1   |

## Fernsehübertragung
Zu sehen war die Tournee in Deutschland bei ARD, ZDF und Eurosport, in Österreich bei ORF 1. In der Schweiz übertrug das Schweizer Fernsehen.